# 憲政の常道
憲政の常道（けんせいのじょうどう）とは、大日本帝国憲法下の日本において一時期運用されていた、政党政治における政界の慣例のこと。

## 概要
帝国憲法下において、首相の任命は天皇が行うこととされたが、実際の選定は天皇への結果責任が及ぶのを避けるため、首相が辞任するたびに元老の合議によって人選され、推挙された人物へ任命（大命降下）が行われるように運用されていた。
大正末期、衆議院の二大政党（立憲政友会および憲政会）が自党の党首の首相就任を求めるようになり、また元老も続々と鬼籍に入ってきたこともあって、人選の基準を機械的に行うようにして、ゆくゆくは元老不在になっても自律的に首相の任命が行われるための慣例が、西園寺公望元老の主導で行われる。最終的に、以下の原則が設けられた。
- 原則、衆議院議員総選挙で第一党になった党の総裁を、首相にする。
- 首相が辞任により不在となった場合は、
  - 原因が、政権運営の不手際であった場合は、政権を継続する資格なしとして、野党第一党の総裁に大命降下する。
  - 原因が、首相の病気等の不可抗力の場合は、与党内で選定した後継総裁に大命降下し、政権は継続する。また、首相がテロによって執務不能に陥った場合、与党内の陰謀により与党が議会の第一勢力から陥落した場合は、民意および首相の資質によらない政権交代を認める悪例になることから、これを認めない。

この憲政の常道の慣例の確立に伴って政友会と民政党の両党の二大政党制が生まれた。
しかし、同時に普通選挙が実施されるようになるに伴って、政党は多額の選挙資金を必要とするようになり、その結果政党は財界との結びつきを強め、様々な汚職事件を起こすようになった。「政党政治の腐敗」への批判が高まっていき、軍の青年将校や国家主義団体などの間で政党政治打倒を目指す動きが活発となった。また、昭和恐慌などの経済危機による政情不安が続く中、当の政党政治家が社会情勢の不安定化を前に官界の有力者との連立に走るなどしたことにより、五・一五事件が契機となって、短期間で失敗に終わった。
その後は敗戦後の一時期、GHQ占領下において機能した。

### 昭和天皇
昭和天皇も憲法の師であった清水澄の見解に従い、国務大臣の輔弼なくして大権を行使することはできないと理解し、また帝国議会の適正な審議を経た法律案は公議・公論を尊重するという精神から不裁可にしないということが「憲政の常道」として望ましいと理解し、法律案の不裁可は一度もなかった。

## 事例一覧
「憲政の常道」とはもともと第一次護憲運動の際に用いられたスローガンであり、この時には主としてイギリス流議院内閣制のことを指していた。また、立憲政友会総裁として組閣した原敬は首相在任中に、衆議院多数派と貴族院の多数派が相互に提携しながら交互に政権を担うことが憲政の常道であると語ったとされ、憲政常道論には諸説があった。
今日、一般的に言われる「憲政の常道」は、官界を主体とした清浦内閣に対する倒閣運動（第2次護憲運動）を機に誕生した慣習とされる。
しかし、同時に普通選挙が実施されるようになるに伴って、政党は多額の選挙資金を必要とするようになり、その結果政党は財界との結びつきを強め、様々な汚職事件を起こすようになった。「政党政治の腐敗」への批判が高まっていき、軍の青年将校や国家主義団体などの間で政党政治打倒を目指す動きが活発となった。

### 定着と進展
清浦内閣（藩閥/政友本党）→加藤内閣（憲政会/野党第一党）
選挙管理内閣として発足した清浦内閣は、内閣支持勢力が結集した政友本党を与党とするが、第15回衆議院議員総選挙では、憲政会、立憲政友会、革新倶楽部の3野党（護憲三派）が勝利。憲政会の加藤高明総裁に大命降下し、加藤高明内閣が成立する。
加藤高内閣（護憲三派）→加藤内閣（憲政会単独で継続/政権交代せず）
1925年7月、与党第二党の政友会と、野党第一党の政友本党が、政権奪取を画策。両党の議席を合計すると、憲政会のそれを上回ることから、提携が成立。政友会が閣僚を引き揚げたことによる閣内不一致が発生し、1925年7月31日、加藤内閣は総辞職する。同日。政友会と政友本党は提携を宣言するが、西園寺元老は、選挙による信任を経ない、多数派工作による政変を認めず、再度加藤首相を推挙。加藤内閣は憲政会単独内閣として継続する。
加藤内閣→若槻内閣（憲政会/政権交代せず）
1926年1月28日、加藤首相が病死し、30日に内閣総辞職。不可抗力による辞職であるため政権は継続し、首相代理を務めた若槻礼次郎内相が後を継ぐ形で大命降下、第1次若槻内閣が成立する。
若槻内閣（憲政会）→田中内閣（立憲政友会/野党第一党へ政権交代）
1927年4月17日、第1次若槻内閣は、昭和金融恐慌への対処を誤り、内閣総辞職。政権運営の不手際によるものであったため、野党第一党・立憲政友会の田中義一総裁へ大命降下し、20日、田中義一内閣が成立する。
少数与党として発足した田中内閣は、1928年1月21日に衆議院解散、2月20日に第16回衆議院議員総選挙を施行し、政友会が第一党を獲得する。
田中内閣（立憲政友会）→濱口内閣（立憲民政党/野党第一党へ政権交代）
1929年7月2日、田中内閣は満洲某重大事件の処理を誤ったことにより内閣総辞職。政権運営の不手際によるものであったため、野党第一党・立憲民政党（憲政会が他党と合同）の濱口雄幸総裁に大命降下、即日濱口内閣が成立する。
濱口内閣（立憲民政党）→若槻内閣（立憲民政党/政権交代せず）
1930年11月14日、濱口首相が狙撃され、重傷を負う。幣原喜重郎外相が首相臨時代理となるが、首相が全快に至らなかったことから、1931年4月13日、内閣総辞職。テロを契機とする政権交代を避けるため、民政党の次期総裁に選出された若槻元首相に即日大命降下し、翌14日、第2次若槻内閣が発足する。

### 慣例に対する重大な毀損
若槻内閣（立憲民政党）→犬養内閣（立憲政友会/野党第一党に政権交代）
第2次若槻内閣は、1931年9月18日に勃発した満洲事変への対処にあたるが、軍事合理性に基づき戦線拡大を続ける現場の関東軍と、事態収拾を求める国際世論との板挟みとなる。この状況の打開を図って、安達謙蔵は、政友会との大連立内閣（当時の呼称は「協力内閣」）の樹立を提案する。内閣を支える幣原喜重郎外相や井上準之助蔵相は言下に否定したため、若槻首相は安達内相に「協力内閣」工作の中止を言い渡すが、安達内相は独断で政友会相手に工作を継続、政友会の非主流派が食指を伸ばすのみならず、官界の有力者を首班とする「挙国一致内閣」が取りざたされる等、憲政の常道の原則を踏みにじる陰謀が跋扈する。
12月10日朝、安達側近の富田幸次郎民政党顧問と、久原房之助政友会幹事長の間で、「協力内閣」樹立の覚書が交わされ、富田顧問から若槻首相に手交される。同日の閣議で若槻首相は安達内相を問い質すが決裂、中座した安達内相は閣議出席を拒否し、閣内不一致が発生する。
当時、造反した閣僚の罷免権は、首相の輔弼の下で（首相が結果責任を負う形で）天皇が行使していたが、先例として実際に行使されたのは、明治十四年の政変での大隈重信大蔵卿の諭旨免官のみで、その後は、罷免に値する大臣を任じた責任を取る形で、内閣総辞職する慣例が定着していた。直近では、上述の加藤高明内閣が政友会の造反により総辞職しており、この時は「陰謀により政権交代は認めない」という方針の下、憲政会の単独内閣として継続していた。若槻首相は、この事例に倣えば、安達一派を外して政権は継続するであろうと考え、翌11日に内閣総辞職。天皇に提出した辞表には、総辞職に至った理由を、内務大臣の造反と名指しし、暗に再度の大命降下を希望した。
しかしこの時、若槻内閣は満洲事変の処理を巡って関東軍と対立しており、政権崩壊の原因はひとり安達一派と政友会の談合に帰せる状態ではなく、若槻首相の政権運営の不手際という要素も疑える状態であった。実際、メディアは安達内相の造反を受けて、政友会への政権交代を当然のごとく書き立てていた。本来であれば、若槻首相が自身の責任で安達内相を罷免するか、野に下ることを認めて総辞職することで決着するが、若槻首相は、自身の政治責任に依らず、安易に元老の権威に頼って安達内相を罷免しようとしたため、西園寺元老に政治責任が押し付けられる形になった。
西園寺元老は、勅旨に対する奉答の猶予を乞い、宮中高官らと意見交換を重ねる。結果、今回の政変は政権運営の失敗によるものとし、野党政友会の犬養総裁の推挙を決意するに至る。一方、安達内相が火付け役となって広まった、協力内閣案の採用による憲政の常道の放棄には、西園寺元老は絶対反対であった。犬養総裁およびそれを支える党内主流派（鈴木喜三郎派）も協力内閣に反対であったことから、12日、西園寺元老は私邸で犬養総裁と面会し、新政権は政友会単独内閣で運営することを確認する。同日中に大命降下、翌13日に政友会単独の犬養内閣が発足し、憲政の常道はかろうじて維持される。

### 憲政の常道の崩壊
犬養内閣（立憲政友会）→齋藤内閣（非政党内閣、憲政の常道の中断）
1932年5月15日、犬養首相は官邸にて海軍青年将校らに暗殺される（五・一五事件）。テロによる政変であることから、次期総裁による政権継続の目算が高く、政友会内で後継総裁の選定が行われる。森恪内閣書記官長が素早く動き、最大派閥領袖の鈴木喜三郎内相が次期総裁に内定する。
ところが、森は、政党内閣への風当たりが強く、単独内閣を継続しても青年将校らの反発は抑えられそうにないことを理由に、鈴木総裁の司法官僚時代の先輩にあたる平沼騏一郎枢密院副議長を首班とし、政友会はこれを支えるのがよい、と主張する。鈴木総裁はこの意見に反発、当時陸軍ポストを席巻していた一夕会の領袖であった荒木貞夫陸相との直接交渉に乗り出したが、政友会内の内紛を見て取った荒木陸相は話に乗らず、交渉は不調に終わる。憲政の常道に従えば、当然のごとく組閣を行うはずの鈴木総裁および政友会が、大命降下を前にして政権運営能力の欠如を露呈することで、憲政の常道は急速に崩れだす。19日、西園寺元老が奉答にこたえるために上京する途中、秦真次憲兵司令官が列車に同乗し、政局について説明する等、陸軍内部からの圧力は西園寺元老にもかけられる。西園寺元老は元々、鈴木総裁や平沼副議長が首班となると、天皇に類を及ぼす結果になると恐れていたことから、鈴木総裁を擁する政友会自らが憲政の常道を放棄する動きをおこしたことを受けて、非政党人の首班を視野に入れて、要人との意見交換を繰り返す。また、昭和天皇からは鈴木貫太郎侍従長を通して、
- 協力内閣か、単独内閣かは、問うところにあらず
- ファッショ（ファシズム）に近いものは絶対不可

という方針が覚書で届く。これらの情勢を総合的に勘案した結果、5月22日、斎藤実海軍大将を推挙。政民両党をはじめ政官軍各界から大臣を迎え、挙国一致内閣としての斎藤内閣が成立する。西園寺元老は、事態が収拾すれば、憲政の常道に復帰することを考えていたとされるが、以降、西園寺の死後、日本の敗戦に至るまで、政党人を首班とする内閣が成立することはなかった。

### 戦後の復活
幣原内閣（日本進歩党）→吉田内閣（日本自由党）
大東亜戦争の敗戦を経た1946年4月10日、第22回衆議院議員総選挙が投開票され、幣原首相が与党とした日本進歩党にかわり、日本自由党が第一党となる。これに従って、自由党の鳩山一郎総裁に大命降下。14年ぶりに、与党第一党の党首が首相に任命される。組閣中に公職追放された鳩山総裁にかわり、吉田茂が後を引き継ぎ、第1次吉田内閣が発足する。

## 日本国憲法下での憲政の常道
日本国憲法下では、国会議員の投票（衆議院の優越から、実際には衆議院議員の投票）で機械的に首相が決まるので、比較第一党から首相が選出されることはほぼ確実に守られるようになったが、一方で野党第一党に首相が譲られることは基本的にはない。
しかし、制度移行前後の一時期は、大日本帝国憲法下での慣例が守られた事例がある。1947年（昭和22年）の第23回衆議院議員総選挙後の首班指名選挙では、ほぼ全会一致というかたちで衆議院第一党である日本社会党の委員長であった片山哲を選出した（片山内閣）。片山内閣の総辞職後に民主党（与党第二党、比較第三党）の芦田均が指名された時（芦田内閣）には、参議院緑風会は「憲政の常道」の論理から野党第一党である日本自由党の吉田茂へ投票した。更に芦田内閣の崩壊後、連合国軍最高司令官総司令部（GHQ）は国民協同党（与党第三党）の三木武夫に首相就任を打診したが、三木は「憲政の常道」を持ち出して辞退した（結果的に、山崎首班工作事件を経て、第2次吉田内閣が成立した）。
1954年（昭和29年）12月に自由党の総理大臣吉田茂が退陣すると、野党第1党であった民主党の鳩山一郎が「憲政の常道」によって総理大臣に就任し（第1次鳩山一郎内閣）、早期解散を表明し、発足後1カ月余りの1955年1月に衆議院解散した。
55年体制の成立後は、自由民主党の優位が固定され、野党第一党の日本社会党が次第に政権獲得への意欲を失っていったこともあり、内閣総辞職後に後任の自由民主党総裁が首相職を辞退することはなくなった。また、投票の際の全会一致の慣例は早々に廃れた。
1993年（平成5年）には、第40回衆議院議員総選挙の結果、自民党と日本共産党を除く7党1会派（日本社会党、公明党、新生党、日本新党、民社党、新党さきがけ、社会民主連合、民主改革連合）の議席数が比較第一党の自民党の議席数を上回ったことによって、日本新党（比較第五党、連立内第四党）の細川護熙が首相に選出された（細川内閣）。細川内閣が総辞職した後は、連立与党の7党1会派に加えて、自民党を離党した議員により結成された3党（自由党（柿澤自由党）、改革の会、新党みらい）によって、新生党（比較第三党、連立内第二党）の羽田孜が後任として選出された（羽田内閣）。羽田内閣の総辞職後は、連立与党が擁立した無所属の海部俊樹（自民党を離党）と、自社さ連立政権の樹立を目指して野党が擁立した社会党（比較第二党）の村山富市とが争う事態に至った（村山が選出され、村山内閣が成立した。）。1955年以降で比較第一党以外から首相が選出されたのはこの3例のみである。
「憲政の常道」は、与党による政党内での首相職のたらいまわしを野党が批判するフレーズとして使われることがある。例えば2008年9月、福田康夫内閣が総辞職した際、民主党の小沢一郎代表は、「憲政の常道をわきまえ、野党に政権を譲るよう主張する。そうでないなら、次は選挙管理内閣なので、一刻も早く解散・総選挙をして国民に信を問うことを求める」と主張していた。